# كاميلي كاتالا
كاميلي كاتالا (بالفرنسية: Camille Catala)‏ (6 مايو 1991 بمونبلييه في فرنسا - ) هي لاعبة كرة قدم فرنسية في مركز الهجوم، شاركت في الألعاب الأولمبية الصيفية 2012. وشاركت مع منتخب فرنسا لكرة قدم السيدات ومنتخب فرنسا تحت 19 سنة لكرة القدم للسيدات ومنتخب فرنسا تحت 17 سنة للسيدات لكرة القدم. أما مع النوادي، فقد لعبت مع نادي باريس وAS Saint-Étienne (women) ‏.

## وصلات خارجية
- كاميلي كاتالا على موقع IMDb (الإنجليزية)

كاميلي كاتالا على موقع الاتحاد الدولي (مؤرشف)  (الإنجليزية)
- كاميلي كاتالا على موقع الاتحاد الأوربي (الإنجليزية)
- كاميلي كاتالا على موقع قاعدة بيانات كرة القدم.إي يو (الإنجليزية)
- كاميلي كاتالا على موقع بيانات كرة القدم. دي إي (الألمانية)
- كاميلي كاتالا على موقع ليكيب (الفرنسية)
- كاميلي كاتالا على موقع Soccerway.com (الإنجليزية)
- كاميلي كاتالا على موقع عالم كرة القدم.نت (الإنجليزية)
- كاميلي كاتالا على موقع اللجنة الأولمبية الدولية (الإنجليزية)
- كاميلي كاتالا على موقع أوليمبيديا (الإنجليزية)
- كاميلي كاتالا على موقع اللجنة الأولمبية الفرنسية (مؤرشف) (الفرنسية)